# Reczungpa
Reczungpa, Dordże Drak, tyb.: རས་ཆུང་རྡོ་རྗེ་གྲགས་པ་, Wylie: ras chung rdo rje grags pa (ur. 1083, zm. 1161) – mistrz buddyzmu tybetańskiego szkoły kagyu, uczeń Milarepy.
Reczungpa w wieku 12 lat spotkał mistrza Milarepę. Ofiarował mu wszystko, co posiadał, i został z nim, by otrzymać nauki i praktykować. Mając 15 lat zachorował na trąd, z którego wyleczył się dzięki praktyce medytacji otrzymanej od indyjskiego jogina Balaczandry. Otrzymał od Milarepy wiele nauk Buddyzmu Diamentowej Drogi, między innymi Sześć Jog Naropy. Odbył kilka podróży do Indii, gdzie był uczniem m.in. jogina Tiphupy. Od niego otrzymał głębokie nauki tantryczne, tzw. pięć nauk „bezforemnych dakiń”, które sprowadził do Tybetu. Nauk tych w sumie było dziewięć, a cztery pozostałe dotarły do Tybetu dzięki Marpie, który otrzymał je od indyjskiego jogina Naropy. Za sprawą Reczungpy, który następnie przekazał je I Karmapie Dusum Khyenpa, wszystkie dziewięć stały się częścią przekazu karma kagyu. Reczungpa miał jeszcze wielu innych znanych uczniów, którzy kontynuowali jego linię praktyki. Głównym dzierżawcą linii Reczungpy był Cziungtsampa, który przekazał ją następnie jogini Maczig Ondzio.